# Caso Guðmundur y Geirfinnur
El caso Guðmundur y Geirfinnur (islandés: Guðmundar- og Geirfinnsmálið ), también conocido como las Confesiones de Reykjavik, es un caso relativo a las desapariciones de Guðmundur Einarsson y Geirfinnur Einarsson en 1974 en Islandia. Seis personas fueron condenadas por sus presuntos asesinatos sobre la base de confesiones extraídas por la policía tras intensos y largos interrogatorios, a pesar de la falta de cuerpos de las víctimas de los asesinatos, de testigos o de cualquier prueba forense. En años posteriores, la mayoría de los islandeses creen que los seis fueron condenados injustamente.
El 27 de septiembre de 2018, 44 años después de las desapariciones de Guðmundur y Geirfinnur, el Tribunal Supremo de Islandia absolvió a cinco de los seis sospechosos originales

## Desapariciones

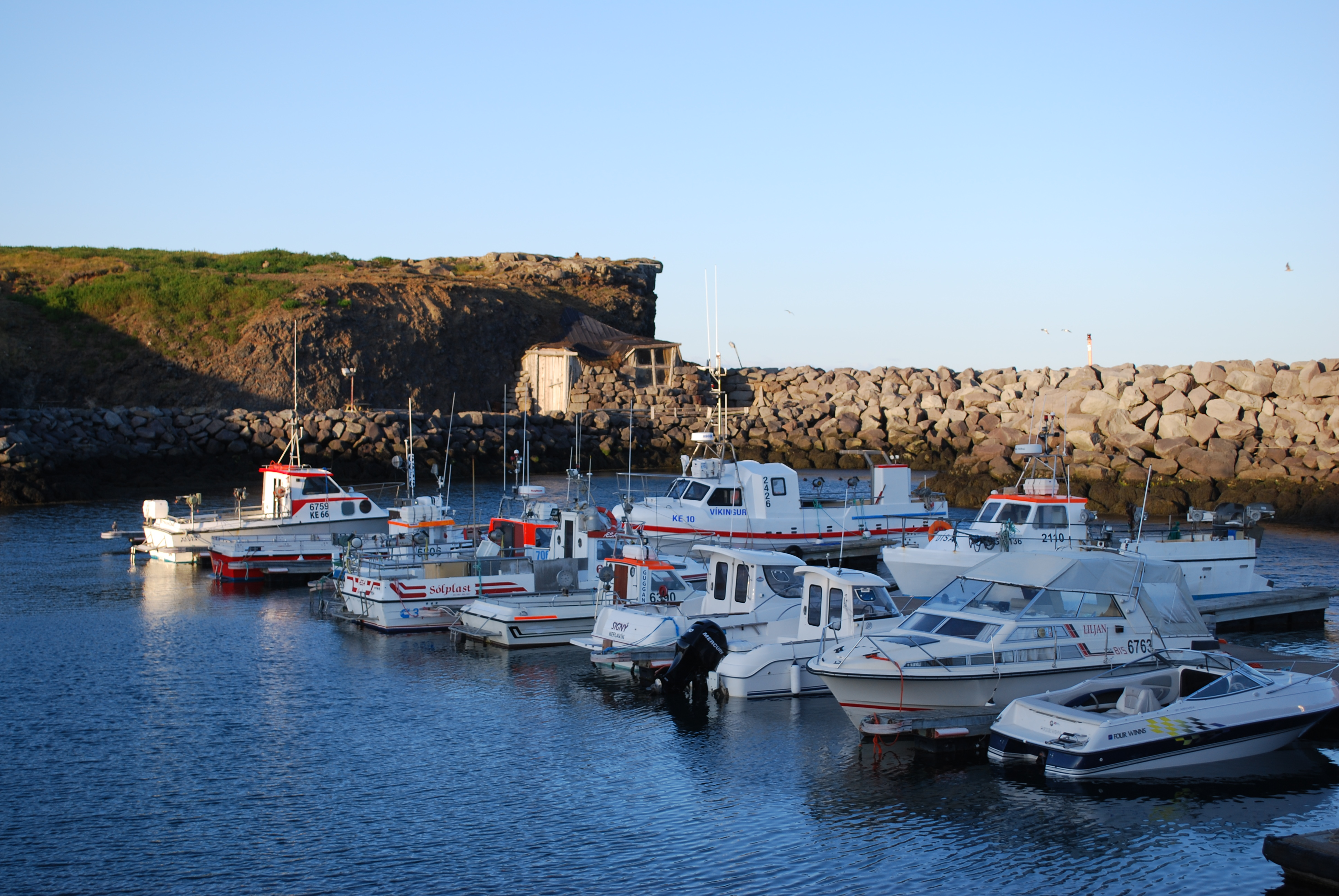
Puerto de Keflavik.

En la noche del 26 de enero de 1974, Guðmundur Einarsson, un obrero de 18 años, volvía caminando del salón comunitario (Alþýðuhúsið) de Hafnarfjörður a su casa, a 10 kilómetros de distancia. Fue visto por última vez por un automovilista después de que casi se cayera delante de un vehículo y no se le ha vuelto a ver. Diez meses después, el 19 de noviembre de 1974, Geirfinnur Einarsson, un trabajador de la construcción de 32 años que no tenía relación con Guðmundur, recibió una llamada telefónica mientras estaba en su casa y condujo una corta distancia hasta el café del puerto de Keflavik. Dejó las llaves en el contacto, pero nunca volvió al coche.
En las búsquedas exhaustivas por el puerto y la costa no se encontró ningún cuerpo y, aunque la policía de Islandia es informada regularmente de personas que desaparecen en tormentas de nieve sin motivo, testigos, pruebas forenses o cuerpos, se abrió una investigación por asesinato.
La policía islandesa estuvo sometida a una intensa presión pública y mediática para resolver estos casos.

## Investigación y enjuiciamientos
Seis sospechosos, Sævar Ciesielski, Kristján Viðar Viðarsson, Tryggvi Rúnar Leifsson, Albert Klahn Skaftason, Guðjón Skarphéðinsson y Erla Bolladóttir, acabaron firmando confesiones de asesinato, a pesar de que no recordaban claramente haber cometido los crímenes. Se les mantuvo aislados, se les entrevistó largamente bajo presión y se les permitió poco contacto con sus abogados. Se les administraron fármacos (Mogadon, diazepam y clorpromazina) y se les sometió a privación del sueño y a tortura con agua, especialmente al presunto cabecilla, Sævar Ciesielski, que tenía miedo al agua. También dijo que los fármacos que supuestamente le ayudaban a dormir habían afectado a su memoria. Los sospechosos dijeron que firmaron las confesiones para poner fin a su confinamiento en solitario. Por ejemplo, Erla Bolladóttir estuvo en régimen de aislamiento durante 242 días; dos fueron mantenidos en régimen de aislamiento durante más de 600 días, uno de ellos, Tryggvi Rúnar Leifsson, durante 655 días, el aislamiento más largo fuera del campo de detención de Guantánamo. Sævar Cieselski permaneció detenido un total de 1.533 días.
En 1976, Einar Bollason, presidente de la Federación Islandesa de Baloncesto, permaneció durante 105 días en régimen de aislamiento, junto con Magnús Leópoldsson, Valdimar Olsen y Sigurbjörn Eiríksson, después de que la hermanastra de Einar, Erla Bolladóttir, y otros sospechosos les implicaran en el caso
Sævar Marinó, Kristján Viðar y Tryggvi Rúnar fueron condenados por el asesinato de Guðmundur mientras que Albert Klahn fue condenado por ayudar a ocultar el cuerpo. Sævar Marinó, Kristján Viðar y Guðjón fueron posteriormente condenados por el asesinato de Geirfinnur Einarsson, mientras que Erla Bolladóttir fue condenada por perjurio tras implicar a su hermanastro y a otros en la desaparición

## Acciones posteriores
En un discurso en Alþingi en 1998, el entonces primer ministro de Islandia, Davíð Oddsson, criticó duramente la investigación y el enjuiciamiento del caso después de que el Tribunal Supremo de Islandia dictaminara que no podía reabrir el caso. En 2018 se reveló que Davíð había dado a Sævar apoyo financiero y asesoramiento para ayudarle a conseguir la repetición del caso
Tras luchar contra el cáncer, Tryggvi Rúnar murió en 2009, mientras que Sævar Ciesielski falleció tras un accidente en Dinamarca en 2011.
El caso se hizo público en un programa de radio de la BBC en mayo de 2014, en el que se habló de la aparente implantación de la memoria. El profesor Gísli Guðjónsson, antiguo detective islandés y experto de renombre internacional en sugestionabilidad y falsas confesiones, investigó este caso y concluyó: "He trabajado en casos de errores judiciales en muchos países diferentes. He testificado en varios países; he llevado cientos de casos, grandes casos. Nunca me había encontrado con un caso en el que hubiera habido un interrogatorio tan intenso, tantos interrogatorios y un aislamiento tan prolongado. Quiero decir que me quedé absolutamente sorprendido cuando lo vi".
La mayoría de los islandeses llegaron a creer que el caso había sido un grave error judicial, y la BBC lo describió como "uno de los errores judiciales más escandalosos que Europa haya presenciado".

## Nuevo proceso
En 2013, se entregó un informe oficial de investigación policial a la oficina del Fiscal del Estado. El 24 de febrero de 2017, el Comité de Audiencia del Ministerio del Interior concluyó que los casos de Sævar Ciesielski, Kristján Viðar Viðarsson, Tryggvi Rúnar Leifsson, Albert Klahn Skaftason y Guðjón Skarphéðinsson debían ser revisados por el Tribunal Supremo de Islandia. Sin embargo, la comisión no recomendó un nuevo juicio para el caso de perjurio de Erla Bolladóttir.
En febrero de 2018, el Fiscal del Estado solicitó al Tribunal Supremo la absolución de Sævar Ciesielski, Kristján Viðar Viðarsson, Tryggvi Rúnar Leifsson, Albert Klahn Skaftason, Guðjón Skarphéðinsson y Erla Bolladóttir. El 27 de septiembre de 2018, el Tribunal Supremo absolvió a los cinco hombres, pero no revocó la condena de Erla Bolladóttir.

## Medios de comunicación
En 2017 se estrenó un documental dirigido por Dylan Howitt titulado Out of Thin Air. La película fue emitida por la BBC. En 2017 se estaba realizando una película islandesa sobre el caso llamada Imagine Murder (islandés: Lifun). Dirigida por Egill Örn Egilsson, la película estaba programada para estrenarse en 2019. Casefile True Crime Podcast también cubrió el caso en marzo de 2021

## Otras lecturas
- Las confesiones de Reykjavik: La increíble historia real del caso de asesinato más notorio de Islandia, Simon Cox, BBC Books,ISBN 978-1785942884, 2018.
- De la nada: una historia real de asesinato imposible en Islandia, Anthony Adeane, Quercus, Reino UnidoISBN 9781786487469, 2018.